# Francisco Suniaga
Francisco Suniaga né en 1954 à La Asunción au Venezuela, est un écrivain vénézuélien.

## Biographie
Francisco Francisco naît en 1954 sur l'île Margarita.
Il a auparavant exercé en tant qu'avocat et professeur d'université. Il est l'auteur de plusieurs livres. Son premier roman, l'Île invisible paraît en 2005. Il collabore également avec le journal El Nacional et le site Prodavinci.

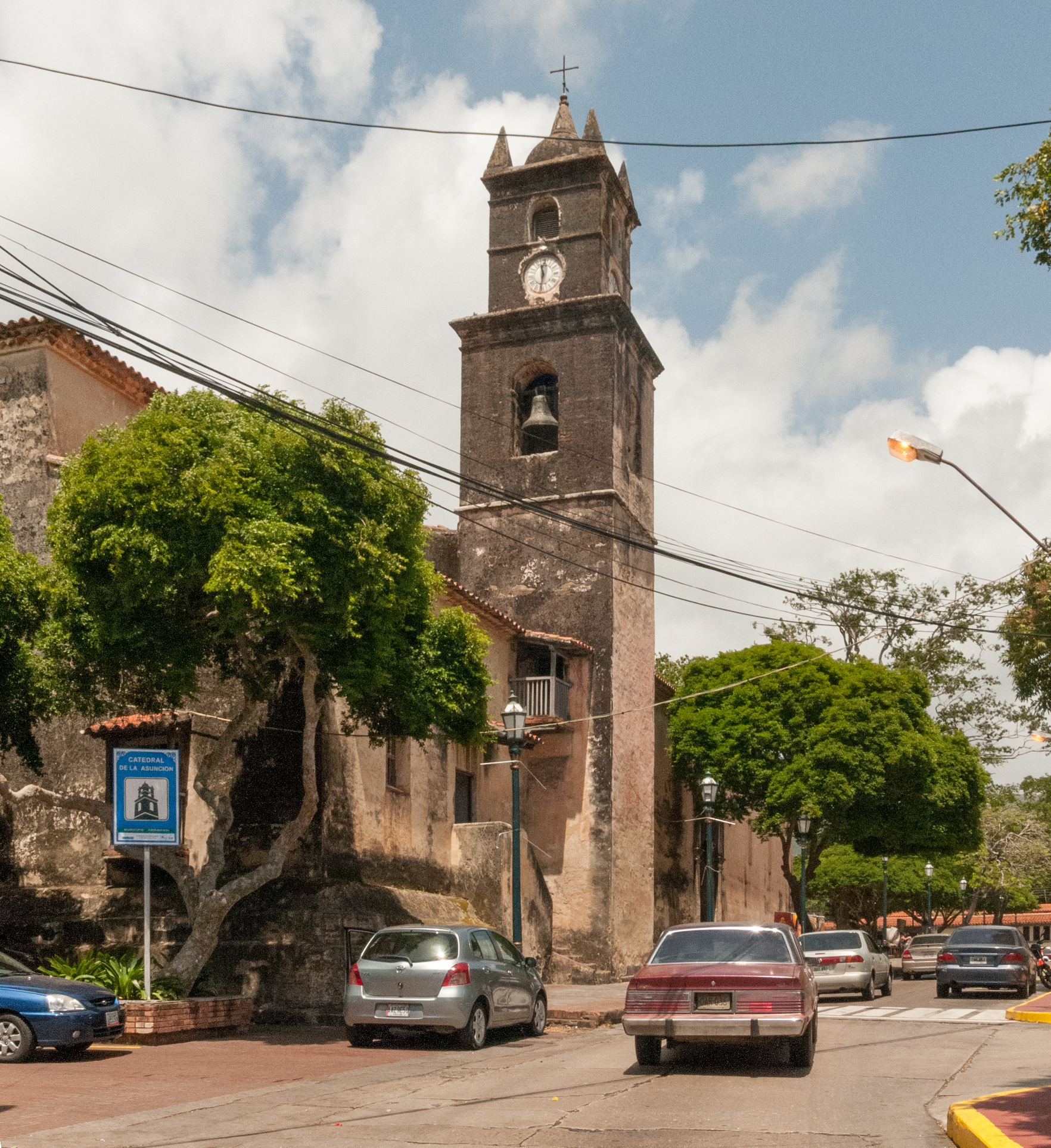
Cathédrale de La Asunción, île Margarita, Vénézuéla.

## Œuvres
- L'Île invisible[1], Asphalte, 2013 ((es) La otra isla'[5], 2005)
- (es) El Pasajero de Truman, 2008
- (es) Margarita infanta, 2010
- (es) Esta gente, 2012
- (es) Adiós Miss Venezuela, 2016